# Visual Studio Code
Visual Studio Code (транскр.  Вижуал стјудио код, скраћено VS Code) уређивач је изворног кода који је развио Мајкрософт за Windows, Линукс и Mac OS. Подржава отклањање грешака, уграђену гит контролу и GitHub, истицање дијелова синтаксе, интелигентно довршавање кода, одломке и рефакторисање кода. Веома је прилагодљив, омогућава корисницима да мијењају тему, пречице на тастатури, подешавања и инсталирају прикључке за додатне функционалности. Изворни код је бесплатан и отворен и објављује се под попустљивом МИТ лиценцом. Компајлирани бинарни фајлови су бесплатни и слободни за приватну или комерцијалну употребу.
У анкети из 2019. године која је проведена међу девелоперима на сајту Stack Overflow, Visual Studio Code је изабран за најпопуларнију алатку за развој софтвера, са 50,7% гласова од 87.317 испитаника који су тврдили да га користе.

## Историја
Мајкрософт је VS Code први пут објавио 29. априла 2015. године  на конференцији за девелопере „Build”. Убрзо након тога, објављена је и прелиминарна верзија.
VS Code је 18. новембра 2015. године објављен под МИТ лиценцом, а његов изворни код је постављен на GitHub. Такође је објављена и подршка за додатке.
Фаза јавног претпрегледа је завршена 14. априла 2016. године када је VS Code пуштен на веб.

## Карактеристике
VS Code је уређивач изворног кода који се може користити за разне програмске језике, као што су Јава, Јаваскрипт, Гоу, Node.js и C++.
Умјесто система пројеката, VS Code омогућава кориснику да отвори један или више директоријума, што затим може бити сачувано као радни простор за поновну употребу. Ово му омогућава да ради као језичко-агностички уређивач кода за било који језик. Подржава бројне програмске језике и скуп карактеристика које се разликују од језика до језика. Нежељене датотеке и директоријуми се могу искључити из стабла пројекта преко подешавања. Многе карактеристике овог уређивача нису изложене у менијима или у корисничком интерфејсу, већ им се може приступити преко командне палете.

## Пријем
У анкети за програмере Stack Overflow-а из 2016., Visual Studio Code је био на 13. месту међу најпопуларнијим развојним алатима, са само 7% од 47.000 испитаника који га користи. Две године касније, Visual Studio Code се попео на број 1, са 35% од 75.000 испитаника који га користи. Од тада је Visual Studio Code  задржао 1. место, са процентом испитаника који су пријавили да га користе порастао на 50% током 2019., 74,5% током 2021., 74,48% током 2022., 73,71% током 2023. и 73,6% током 2024.